# بایرون اسکات
بایرون اسکات (انگلیسی: Byron Scott؛ زادهٔ ۲۸ مارس ۱۹۶۱) بازیکن بسکتبال اهل ایالات متحده آمریکا است.
وی همچنین برندهٔ جوایزی همچون جایزه مربی سال ان‌بی‌ای شده‌است.
از باشگاه‌هایی که در آن بازی کرده‌است می‌توان به نیو اورلینز پلیکانز، ساکرامنتو کینگز، ایندیانا پیسرز، کلیولند کاوالیرز، بروکلین نتس، لس آنجلس لیکرز، و باشگاه بسکتبال پاناتینایکوس اشاره کرد.